# Генрі Арнольд Камбербетч
Генрі Арнольд Камбербетч (27 липня 1858 — 3 грудня 1918) — британський дипломат. Служив британським консулом в Румунії, Туреччині та Лівані. Син британського віце-консула в українському місті Бердянськ Роберт Вільям Камбербетча.

## Життєпис
Народився 27 липня 1858 році українському місті Бердянськ, в сім'ї британського консула Роберта Вільяма Камбербетча, та його дружини Луїзи Грейс (уродженої Хансон). Освіту він здобув у коледжі Христа, Фінчлі.
1 серпня 1876 року, у віці 18 років, Камбербетч був призначений студентом-драгоманом в посольстві в Константинополі. Генрі Камбербетч, як і його батько пішов на дипломатичну службу, будучи призначеним віце-консулом у Бухаресті, Румунія, 26 липня 1879, пізніше передача до Сулина, перед тим як отримати призначення до Адріанополя у Османській імперії на 20 березня 1888 року. 22 липня 1893 року він був переведений в Ангору, а під час перебування на посаді консула 20 травня 1896 року був нагороджений орденом Св. Михаїла і Георгія. Він був призначений консулом у Смірні (нині Ізмір, Туреччина) 18 листопада 1896 року, та Генеральним консулом — з 1 квітня 1900 року. Генрі Камбербетч згадується Гертрудою Белл в її роботах після зустрічі в 1907 році. 22 січня 1908 року Камбербетч був призначений Генеральним консулом для османського Вілаєту Бейрут і Мутасаррифат Гірського Лівану, з резиденцією у Бейруті, де служив до 1914 року

## Сім'я
- Дід — Абрахам Перрі Камбербетч.
- Батько — Роберт Вільям Камбербетч (1821—1876)
- Мати — Луїзою Грейс Хенсон (1831)
- Брати та сестри — Вільям Ернест (1854—1855), Роберт Карлтон (1855—1868), Констанс Луїза (1857—1920), Генрі Альфред Камбербетч (1858), Артур Герберт (1860—1921), Едіт Катрін (1863—1867), Георг Чарльз (1865—1866), Гертруда Евелін (1866—1924), Аліса Мод (1868—1869), Кирил Джеймс (1873—1944)[5]

## Знамениті нащадки
У Генрі Арнольд Камбербетча і його дружини Елен Гертруди Рис народилися дві дочки і три сини, в тому числі і Генрі Карлтон Камбербетч, який згодом прославився як морський офіцер, командир підводного човна королівського військово-морського флоту. Син Генрі Карлтона Камбербетч актор Тімоті Карлтон Камбербетч є батьком знаменитого сучасного британського актора Бенедикта Тімоті Карлтона Камбербетч.